# Wickham St. Paul
Wickham St. Paul is een civil parish in het bestuurlijke gebied Braintree, in het Engelse graafschap Essex. In 2001 telde het dorp 330 inwoners.